# Terukis Rahayu
Terukis Rahayu is een bestuurslaag in het regentschap Ogan Komering Ulu van de provincie Zuid-Sumatra, Indonesië. Terukis Rahayu telt 4705 inwoners (volkstelling 2010).